# Tamaris (voilier)
Pour les articles homonymes, voir Tamaris (homonymie).
Le Tamaris est un trois-mâts construit aux chantiers de La Seyne-sur-Mer vers 1868, l'un des premiers à coque en fer. Il est devenu célèbre à son époque en raison de son naufrage dans l'archipel des Crozet et de l'appel au secours lancé par les survivants à l'aide d'un albatros.

## Historique
Le trois-mâts barque Tamaris est construit en 1867 par le chantier naval de la Société nouvelle des forges et chantiers de la Méditerranée à La Seyne-sur-Mer pour le compte des armateurs J. Deville et A. de St-Alary de Marseille.

### Armements
- (1868 - ?) : Deville & Cie : voyages vers l'Asie (Inde, Indochine). Son port d'attache est Marseille.
- (? - 1880) : Bosc Père & Fils, voyages vers l'Amérique du Sud (armement plutôt tourné vers le transport des peaux et cuirs). Son port d'attache est toujours Marseille.
- (1877-1880) : Rose Père &  Fils. New York - Marseille avec des cargaisons de barils de pétrole.
- (Décembre 1880 - 1887) : achat par l'armement Bordes[2] pour 57 750 francs, son port d'attache devient Bordeaux. Il est affecté à la ligne Bordeaux-Papeete-Nouméa.

### Naufrage

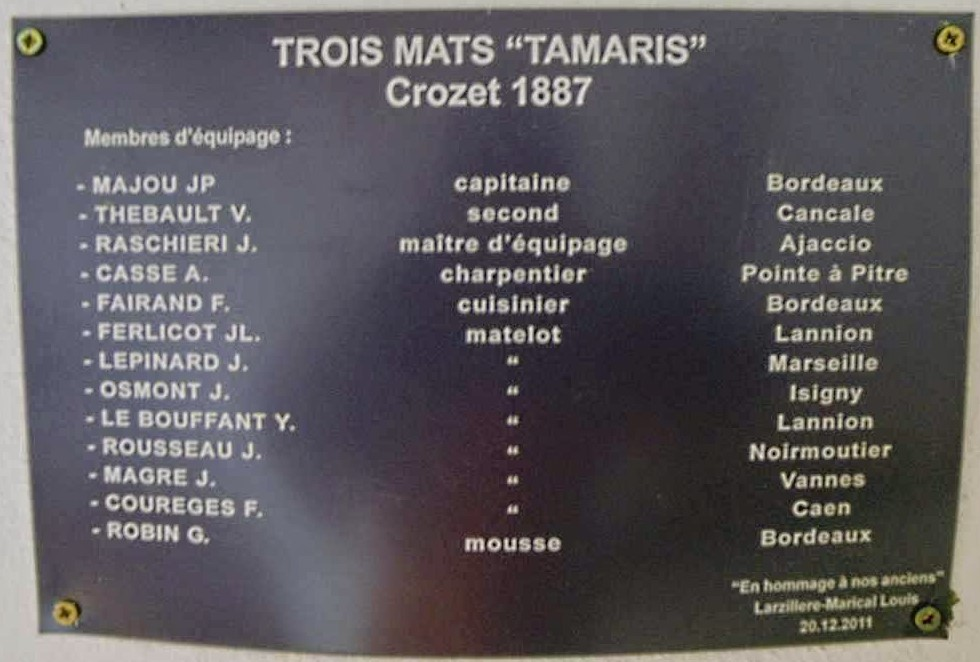
Plaque commémorative en souvenir des disparus du Tamaris, présente dans la chapelle Notre-Dame-des-Oiseaux de la base Alfred Faure (île de la Possession).

Parti de Bordeaux le 28 novembre 1886 sous le commandement du capitaine Majou, et chargé d'équipements pour Nouméa, le navire heurte, dans la nuit du 8 au 9 mars 1887, pendant une tempête, les récifs de l'île des Pingouins (groupe occidental des Crozet) et fait naufrage. Le 11 mars, les treize marins réussissent à atteindre l'île aux Cochons, où ils demeurent, profitant d'un dépôt de vivres déposé par le navire anglais Comus 7 ans plus tôt,,,. Le 4 août 1887, ils ont l'idée de graver, sur un couvercle de boîte de conserves, un message d'appel au secours (« 13 naufragés sont réfugiés sur les îles Crozet. Au secours pour l’amour de Dieu ! 11 août 1887 ») qu'ils fixent au cou d'un albatros. Celui-ci sera retrouvé sept semaines plus tard, mort d'épuisement, sur une plage de Fremantle en Australie-Occidentale,,.
Le jeune homme qui découvre l'albatros, mort récemment car « encore chaud », trouve le message et rapporte rapidement l'oiseau à son employeur. Celui-ci comprend l'importance de la situation, informe les autorités locales, qui avisent Londres par télégraphe. Les autorités britanniques à leur tour en informent aussitôt la France qui dépêche depuis Madagascar un aviso à voile et vapeur, la Meurthe, commandée par l'officier de marine Frédéric Richard-Foy. Arrivé sur l'île aux Cochons, le 1er décembre 1887, Richard-Foy ne découvre que la cabane des naufragés et un message laissé par le capitaine Majou révélant que, le 30 septembre, ceux-ci avaient pris la mer sur une embarcation de fortune pour tenter de rejoindre l'île de la Possession en quête de nourriture et avec l'espoir de croiser un phoquier ,. La Meurthe fera en vain le tour de l'île de la Possession et de l'île de l'Est toute proche, sans jamais retrouver trace des naufragés.
En 1925, l'albatros, qui avait été naturalisé, est redécouvert à l'Australian Museum de Sydney, portant encore au cou le message des naufragés. Il avait été découpé dans la tôle fine d'une boîte de conserve et les lettres, hautes de 1,5 cm, avaient été gravées en réalisant des petits trous soigneusement alignés. Le socle sur lequel était posé l'oiseau contenait des coupures de journaux d'époque, qui s'interrogeaient sur la raison pour laquelle l'albatros avait ainsi voyagé des îles Crozet jusqu'en Australie, et avançaient l'hypothèse que cela était dû à la gêne du lien serrant le cou de l'animal, lien qui l'empêchait d'avaler sa nourriture, dont les restes ont été retrouvés dans sa gorge.

## Postérité

### Littérature
L'aventure malheureuse des naufragés du Tamaris et leur tentative de sauvetage à l'aide d'un albatros ont inspiré plusieurs romans dont :
- en 1891, Le fond d'un cœur de Marc de Chandplaix, pseudonyme de Frédéric Richard-Foy, qui s'est inspiré des faits qu'il a vécus en tant que commandant du navire de secours[13] ;
- en 1961, Le novice du Tamaris de Yves Le Scal[14] ;
- en 2013, L'Albatros et le « Tamaris », un récit complet des événements, par Jacques Nougier[15] (prix Jean Loreau 2014 du Mérite maritime).

Richard-Foy relatera son « Voyage de la Meurthe de Sainte-Marie de Madagascar aux îles Crozet » dans les Annales hydrographiques, vol 2, en 1888.

### Toponymie
Aujourd'hui, les brisants au sud de l'île des Pingouins portent le nom de brisant du Tamaris tandis qu'à l'île aux Cochons on trouve le mouillage de la Meurthe. Un cap de l'île de la Possession porte le nom de cap de la Meurthe.
Le volcan, sommet de l'île aux Cochons (853 m), est appelé le mont Richard-Foy.

### Philatélie
Le service postal des Terres Australes et Antarctiques Françaises a émis en 1995 un timbre d'une valeur faciale de 25,80 F portant la mention "Aventure du Tamaris" et illustré du navire et d'un albatros.